# Ytterbium
Ytterbium (chemická značka Yb, latinsky Ytterbium) je měkký stříbřitě bílý, přechodný kovový prvek, 14. člen skupiny lanthanoidů.

## Základní fyzikálně-chemické vlastnosti
Ytterbium je stříbřitě bílý, měkký přechodný kov.
Chemicky je ytterbium poměrně stálé. Na suchém vzduchu se prakticky nemění, ve vlhkém prostředí se pomalu pokrývá vrstvičkou oxidu. Snadno se rozpouští v běžných minerálních kyselinách za vývoje vodíku.
Ve sloučeninách se vyskytuje v mocenství YbIII a YbII, které je vzhledem k elektronové konfiguraci iontu stabilnější než u jiných lanthanoidů. Soli YbIII vykazují vlastnosti podobné sloučeninám ostatních lanthanoidů a hliníku. Všechny tyto prvky tvoří například vysoce stabilní oxidy, které nereagují s vodou a jen velmi obtížně se redukují. Ze solí anorganických kyselin jsou důležité především fluoridy a fosforečnany, jejich nerozpustnost ve vodě se používá k separaci lanthanoidů od jiných kovových iontů. Ytterbité soli jsou bezbarvé.
Ytterbium objevil roku 1878 švýcarský chemik Jean Charles Galissard de Marignac jako nečistotu v oxidu erbitém a pojmenoval jej po švédské vesnici Ytterby (podle „yttre by“ znamenající "vnější vesnice"), poblíž které bylo nalezeno značné množství minerálů s významným obsahem prvků řady lanthanoidů (terbium, yttrium a erbium). Skutečně čisté elementární ytterbium bylo získáno až v roce 1953.

## Výskyt, výroba a využití
Ytterbium se vyskytuje v zemské kůře v koncentraci 2,6–3 mg/kg. O jeho obsahu v mořské vodě údaje chybí. Ve vesmíru připadá jeden atom ytterbia na 200 miliard atomů vodíku.
V přírodě se ytterbium vyskytuje pouze ve sloučeninách. Neexistují však ani minerály, v nichž by se některé lanthanoidy (prvky vzácných zemin) vyskytovaly samostatně, ale vždy se jedná o minerály směsné, které obsahují prakticky všechny prvky této skupiny. Mezi nejznámější patří monazity (Ce, La, Th, Nd, Y)PO4 a xenotim, chemicky fosforečnany lanthanoidů, dále bastnäsity (Ce, La, Y)CO3F – směsné flourouhličitany prvků vzácných zemin a např. minerál euxenit (Y, Ca, Ce, U, poloostrov Kola v Rusku).
Při průmyslové výrobě prvků vzácných zemin se jejich rudy nejprve louží směsí kyseliny sírové a chlorovodíkové a ze vzniklého roztoku solí se přídavkem hydroxidu sodného vysráží hydroxidy.
Separace jednotlivých prvků se provádí řadou různých postupů – kapalinovou extrakcí, za použití ionexových kolon nebo selektivním srážením nerozpustných komplexních solí.
Příprava čistého kovu se obvykle provádí elektrochemicky z taveniny směsi chloridů ytterbia, vápníku a sodíku. Elementární ytterbium se vylučuje na grafitové katodě, na kladné elektrodě (anodě) dochází k uvolňování elementárního plynného chloru.
Kvůli svému velmi řídkému výskytu a vysoké výrobní ceně čistého kovu nemají v současné době kovové ytterbium ani jeho sloučeniny žádné významné komerční využití. Potenciálním oborem využití jsou výroba laserů a metalurgie při zušlechťování speciálních druhů ocelí.